# Taiwan High Speed 700T
Taiwan High Speed 700T sunt garnituri de tren de mare viteză care rulează pentru Taiwan High Speed Rail (THSR). Trenul atinge viteze de 300 km/h și se bazează pe tehnologia Shinkansen.